# Paolo Borghi
Paolo Borghi (Ravenna, 13 novembre 1929 – Ravenna, 1º dicembre 2016) è stato un pallavolista e dirigente sportivo italiano.

## Carriera

### Come atleta
Lunga la militanza sportiva di Paolo Borghi iniziata giocando nella Robur Ravenna, dove conquistò 5 scudetti (tra cui il primo storico campionato italiano nel 1946) e vestì per sette volte la maglia azzurra. Insignito della Stella d'Oro al merito sportivo.

### Come dirigente sportivo
Dal 1973 ha svolto numerosi incarichi presso il CONI ed altri enti sportivi: 
- Preposto alla promozione sportiva
- Direttore Centrale delle attività tecnico sportive
- Presidente del Collegio dei revisori dei Conti della Fipav
- Membro della Commissione Disciplinare sezione riscatto della Fipav
- Segretario Generale della Federazione Tiro a Volo e della Federazione Pugilistica.

Nel 1993 fu eletto Presidente della Fipav, rimanendo in carica fino al 1995 quando gli subentrò Carlo Magri. Sotto la sua presidenza la nazionale azzurra maschile ha vinto il secondo Campionato del Mondo (Atene 1994) e colto una lunga serie di successi internazionali.
Nel 2001 venne eletto Presidente del Comitato Provinciale Fipav di Ravenna, carica che ricoprì per otto anni, mantenendone successivamente la qualifica di Presidente Onorario.
Si spegne nella sua Ravenna il 1 dicembre 2016.

## Palmarès
- Campionato italiano: 5

Robur Ravenna:1946, 1947, 1948, 1949, 1952